# Ry Station
Ry Station er en dansk jernbanestation i stationsbyen Ry  mellem Silkeborg og Skanderborg i Østjylland.